# Glasau
Glasau egy település Németországban, Schleswig-Holstein tartományban. Lakosainak száma 876 fő (2023. december 31.).

## Népesség
A település népességének változása:
| Lakosok száma | 778  | 907  | 893  | 872  | 879  | 876  |
|               | 1975 | 2017 | 2019 | 2021 | 2022 | 2023 |